# Veloúlion (Héraklion)
Veloúlion (grec moderne : Βελούλιον) est une localité située dans le dème de Gortyne, dans le district régional d'Héraklion, dans la periphérie de Crète, en Grèce.
Selon le recensement de 2011, elle compte 1 habitant.